# Pasar Baru (Teluk Mengkudu)
Pasar Baru is een bestuurslaag in het regentschap Serdang Bedagai van de provincie Noord-Sumatra, Indonesië. Pasar Baru telt 2343 inwoners (volkstelling 2010).